# Stanovanje
Stanovanje je bivalna enota, namenjena trajnemu bivanju ene ali več oseb, oz. funkcionalna celota prostorov, praviloma z enim vhodom, v stanovanjski hiši ali v večstanovanjski stavbi.

## Opis
Stanovanje je zaključena bivalna enota, ki jo sestavljajo naslednji prostori ali deli prostorov:
- prostor namenjen bivanju (npr. dnevna soba, delovni kot, dnevni kot, delovni kabinet),
- prostor namenjen spanju (npr. spalnica, otroška soba, spalni kot),
- prostor namenjen pripravi hrane (npr. kuhinja, kuhinjska niša),
- prostor namenjen uživanju hrane (npr. jedilnica, jedilni kot),
- prostor namenjen  osebni higieni (npr. kopalnica, stranišče),
- lahko tudi predprostor (npr. hodnik, veža),
- pomožni zunanji prostor (balkon, loža, terasa)
- prostor namenjen shranjevanju (shramba, kletna shramba, klet).